# Øster Riisøer 3
Øster Riisøer 3 er en kanonjolle, bygget 1991 i Risør, Norge, efter originaltegninger fra napoleonskrigene (1807-1814).  Kanonjollerne var en vigtig del af kystforsvaret under krigene, og hørte til den såkaldte roflotille, sammen med kanonchalupper og kanonskonnerter.  De var udstyret med en kanon som våben, og kunne klare sig mod langt større skibe, fordi de kunne manøvrere uden at være afhængige af vind.  Det var som rofartøj, kanonjollerne havde deres taktiske fordel.  De havde en besætning på 25 roere.
Kanonjollen er bygget efter originaltegninger af jolle nummer 15 (1810) fra Orlogsmuseet i København, og blev udført af elever på kursus for træbådsbyggere.  Tegningerne kom oprindelig fra det svenske forsvar.  Materialerne er fyr på spant af eg.  Egetræet blev hentet i Slesvig; træer, der blev plantet på kongelig ordre, efter flåden blev erobret i 1807. 
Kanonen om bord er på 24 pund, støbt i Sverige i 1794 og beregnet til kanonjoller.  Den er således original og kommer fra Tøjhusmuseet i København.
Stiftelsen "Kanonjolla 6. juli 1812" har ansvaret for driften af fartøjet.
Risør kystforsvarsdivision havde fra 1808 til 1814 flere kanonjoller, blandt andre med navnene Øster Riisøer 1 og Øster Riisøer 2.  Da kanonjollekopien fra 1991 skulle døbes, faldt navnet Øster Riisøer 3 naturligt.
Øster Riisøer 3 har deltaget i en række markeringer af søslag under napoleonskrigene, blandt andre i København ved 200-årsmarkeringen af slaget på Reden.
Ved slaget ved Alvøen (Bergen) i 1808, sejrede de norske kanonjoller over en, som udgangspunkt, overlegen modstander. 

## Ekstern henvisning
- Kanonjollen præsenteres af Risør Museum